# 보르고발디타로

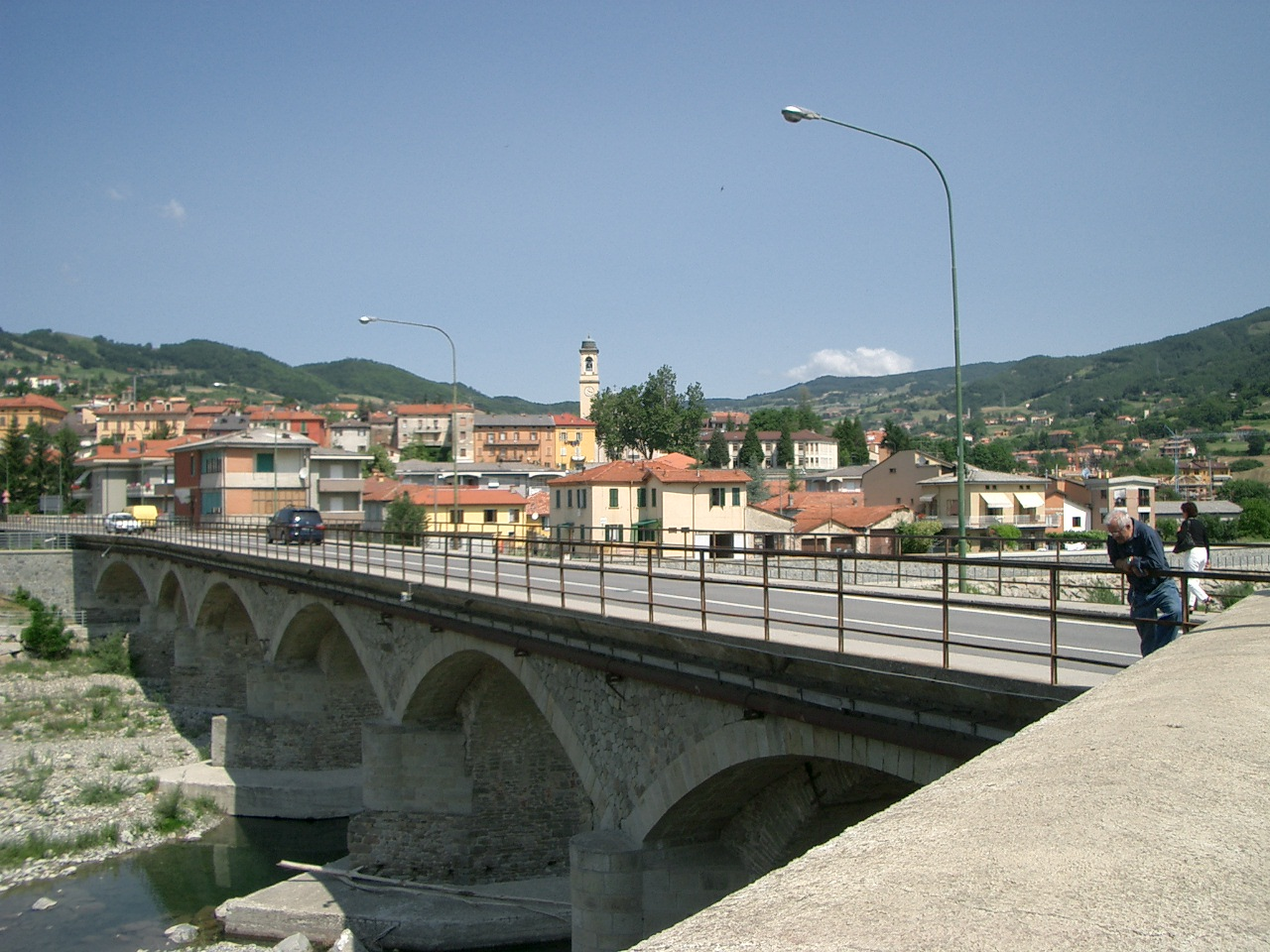
보르고발디타로

보르고발디타로(이탈리아어: Borgo Val di Taro)는 이탈리아 에밀리아로마냐주 파르마도에 위치한 코무네로 면적은 152km2, 높이는 411m, 인구는 7,179명(2014년 12월 31일 기준), 인구 밀도는 47명/km2이다. 파르마에서 63km 정도 떨어진 곳에 위치한다.